# Steve Averill
Pour les articles homonymes, voir Averill.
Steve Averill est un graphiste, directeur artistique, écrivain, musicien et ancien chanteur punk rock irlandais né en 1950. Il est le responsable graphique du groupe de rock irlandais U2 depuis leur premier poster en 1977. C'est lui qui, avec sa société AMP Visual (anciennement Four5One Creative), a conçu toutes les couvertures d'albums de U2. C'est également Steve Averill qui a imaginé le nom "U2" que le groupe a ensuite adopté le 20 mars 1978.

## Biographie
Steve Averill a étudié au Mount Temple Comprehensive School à Clontarf, dans le nord de Dublin. Ses parents pensaient que son goût pour des musiques telles que celles des Tornados, des Beatles, des Rolling Stones et des Shadows n'étaient que du bruit. Dès l'âge de douze ans, il s'intéresse à l'art des pochettes d'albums de musique. 
Steve Averill a eu une courte carrière en tant que chanteur sous le pseudonyme Steve Rapid dans le premier groupe punk irlandais The Radiators from Space dont les "institutions" musicales n'avaient pas une très bonne opinion. Les Radiators se sont développés à partir de l'implication d'Averill avec Pete Holidai dans deux groupes antérieurs : Greta Garbage et les Trashcans. Steve Averill a fait partie du groupe de leur création en septembre 1976 jusqu'en août 1977 lorsque les autres membres ont déménagé à Londres. Sa dernière participation avec les Radiators eu lieu lors du premier concert de rock organisé en plein air en Irlande au Dalymount Park, le 21 août 1977 en compagnie de Thin Lizzy.
Steve Averill a ensuite conçu la première pochette de "single" de son ancien groupe, ce qui les a aidé à obtenir un contrat d'enregistrement avec Chiswick Records. Comme il s'était rendu compte de ses limites vocales, il a voulu ainsi s'exprimer à travers l'art graphique et le design. Il se considérait comme un chanteur sourd-muet sans talent musical alors il retrouva son poste de graphiste dans une société de publicité de Dublin, Arrow Publishing.  Après la disparition de celle-ci, il travailla au sein de la société The Creative Department Ltd, toujours dans la capitale irlandaise.

## U2 connection
C'est donc Steve Averill qui a suggéré que U2 soit le nouveau nom du groupe irlandais connu alors sous le nom de "The Hype". Adam Clayton, le bassiste qui était aussi le premier manager du groupe à l'époque (avant l'arrivée de Paul McGuinness), a adopté la proposition. Pour l'anecdote, au dos de la pochette de Boy, le premier album de U2, où figurent quatre portraits individuelles des membres du groupe, on peut voir Adam Clayton portant les lunettes qu'il avait empruntées à Steve Averill lors de la séance photos en studio, car il les trouvait particulièrement "cool".
Après avoir travaillé pour l'agence Helmes Advertising, Steve Averill a créé l'agence Averill Brophy Associates, puis l'agence Four5One Creative qui est devenue ensuite AMP Creative juste avant que Steve Averill ne quitte l'entreprise. Au cours de sa carrière de graphiste, il a travaillé pour plusieurs artistes irlandais tels que The Dubliners, Hothouse Flowers, Aslan et Clannad, ainsi que pour des stars internationales comme Elvis Costello et Depeche Mode.
Publié en février 2003 à l'occasion de l'ouverture de l'exposition sur U2 In The Name Of Love au Rock and Roll Hall of Fame, un livre intitulé Stealing Hearts At A Travelling Show (Voler les cœurs dans un spectacle itinérant) montre la collaboration entre U2, Steve Averill et Shaughn McGrath de 1980 à 2003.
Enfin, Steve Averill et Gary Kelly, son associé à Four5One Creative, ont assuré la direction artistique du livre U2 by U2, l'autobiographie officielle de U2 publiée en 2006 chez HarperCollins. Les photos et les documents qui y sont présentés sont extraits des archives personnelles de U2 et de Principle Management Limited, une entreprise de gérance d'artistes basée à Dublin, fondée et dirigée par Paul McGuinness, le manager historique de U2. Les textes de ce beau livre ont quant à eux  été écrits par Neil McCormick.

## Influences
En septembre 2016, Steve Averill a cité l'artiste Russell Mills comme source d'inspiration pour le projet Web Just Six Degrees. "Je me tiens depuis longtemps au courant de ce que fait Russell Mills, de son travail que j'admire. Depuis ses premiers travaux avec Brian Eno - aussi bien les couvertures d'albums que leur livre More Dark Than Shark - jusqu'à la création de ses galeries et son travail avec Nine Inch Nails. C'était vraiment un plaisir de le rencontrer en personne lorsque nous avons partagé une scène lors du récent événement Offset à Dublin. La vraie inspiration est venue de la rencontre et de la discussion avec Russell, et du fait de pouvoir l'entendre parler des idées et du processus qu'il y a eu derrière son travail, et ensuite d'avoir pu voir une partie de son travail de près lors de l'exposition qui accompagnait l'événement. Mais c'est de l'homme lui-même et de son attitude par rapport à son travail ainsi que de sa vie que j'ai tiré ma motivation personnelle".